# 吕洪祥
吕洪祥（1960年3月27日—），中国天津人，退役足球运动员。
1979年进入天津一队，1980年随天津队夺得全国甲级联赛冠军。1983年入选中国国家队，1986年退出国家队，期间代表球队参加过40场国际比赛，包括亚运会、亚洲杯和世界杯预选赛等重大赛事。1987年前往日本，与沈祥福一同效力于富士通队，1991年效力于FC东京。能够胜任边后卫、边前卫、前腰、前锋等位置，是天津队和国家队不可多得的多面手，同时也是同期北方球员中技术比较出色的球员之一。